# Остров Вјелкополски
Остров Вјелкополски (пољ. Ostrów Wielkopolski) град је у Пољској у Војводству великопољском. По подацима из 2012. године број становника у месту је био 72 933.

## Становништво
| 2012.  |
| ------ |
| 72.933 |

## Партнерски градови
- Лече
- Делич
- Нордхаузен